# San Marcellino
San Marcellino est une commune de la province de Caserte dans la Campanie en Italie.

## Administration
| Période                                  | Période  | Identité         | Étiquette          | Qualité |
| ---------------------------------------- | -------- | ---------------- | ------------------ | ------- |
| 30 mai 2006                              | En cours | Pasquale Carbone | Uniti per Cambiare |         |
| Les données manquantes sont à compléter. |          |                  |                    |         |

### Communes limitrophes
Aversa, Casapesenna, Frignano, Trentola-Ducenta, Villa di Briano